# 笑福亭岐代松
笑福亭 岐代松（しょうふくてい きよまつ、1961年1月1日 - ）は、大阪府門真市出身の落語家。本名は橋尾 一岐代（はしお かずきよ）。出囃子は『どて福』。

## 来歴・人物
枚方市立第一中学校
大阪府立淀川工業高等学校（現在の大阪府立淀川工科高等学校）卒業後、1982年6月1日に6代目笑福亭松鶴に入門。所属事務所は松竹芸能。上方落語協会会員。
落語家で結成するバンド「ヒロポンズ・ハイ」のドラマーでもある。

## 受賞歴
- 1989年 「第10回ABCお笑い新人グランプリ」落語の部優秀新人賞